# Allium karataviense
Espèce
Classification APG III (2009)
Allium karataviense est une espèce herbacée, bulbeuse et vivace appartenant à la famille des  Amaryllidaceae. Elle est originaire d'Asie centrale et est couramment utilisée comme plante ornementale.

## Description
Cette espèce fait partie des oignons dits ornementaux. Il produit une rosette basale de feuilles larges, arquées, d'où naît une hampe florale creuse qui supporte une ombelle formées de fleurs minuscules de couleur rose. Le cultivar «Ivory Queen» a des fleurs blanches. Cependant, l'une des caractéristiques remarquables de cette espèce est son feuillage, de couleur vert grisâtre pouvant avoir des teintes rougeâtres.

## Taxonomie
Allium karataviense a été décrit par Eduard August von Regel et publié dans Trudy Imp. S. Peterburgsk. Bot. Sada 3(2): 243 (1875),.

### Synonymie
- Allium cabulicum Baker
- Allium karataviense var. granitovii Priszter
- Allium karataviense subsp. henrikii Rukans
- Allium singulifolium Rech.f.[4]